# Armin Nolzen
Armin Nolzen (* 1968) ist ein deutscher Historiker.
Armin Nolzen studierte Geschichtswissenschaft, Germanistik, Sozialwissenschaften und Philosophie an der Ruhr-Universität Bochum und schloss mit einem Magisterexamen ab. Von 1994 bis 1997 war er Wissenschaftlicher Mitarbeiter an der Universität Bochum. Laut Sven Felix Kellerhoff von der Welt gehört Nolzen zu den „besten Kennern der NSDAP und ihrer Strukturen“. Nolzen war bis 2022 Redakteur der jährlich einmal erscheinenden Reihe Beiträge zur Geschichte des Nationalsozialismus und forscht zur Geschichte der Hitlerjugend, zur Parteigerichtsbarkeit der NSDAP und zur Gewalt gegen Juden. Weitere Interessensschwerpunkte sind die Geschichte der faschistischen Bewegungen im 20. Jahrhundert, die Vergleichende Diktaturforschung, die Geschichte autoritärer Regime nach 1945, die Historische Sozialisationsforschung und die Geschichte von Jugend und Familie. In Aufsätzen befasste er sich mit der Thematik der „Volksgemeinschaft“ oder der regionalen Parteigeschichte der NSDAP. Nolzen war Herausgeber und Autor einschlägiger Studien zur Geschichte des Faschismus und des Nationalsozialismus.

## Schriften (Auswahl)
Herausgeberschaften
- mit Nicole Kramer: Ungleichheiten im „Dritten Reich“. Semantiken, Praktiken, Erfahrungen. Wallstein-Verlag, Göttingen 2012, ISBN 3-8353-1113-1.
- mit Manfred Gailus: Zerstrittene „Volksgemeinschaft“. Glaube, Konfession und Religion im Nationalsozialismus. Vandenhoeck & Ruprecht, Göttingen 2011, ISBN 978-3-525-30029-9.
- mit Sven Reichardt: Faschismus in Italien und Deutschland. Studien zu Transfer und Vergleich (= Beiträge zur Geschichte des Nationalsozialismus. Band 21). Wallstein, Göttingen 2005, ISBN 978-3-89244-939-3. (Rezension)